# Xenonemesia platensis
Xenonemesia platensis är en spindelart som beskrevs av Pablo A. Goloboff 1989. Xenonemesia platensis ingår i släktet Xenonemesia och familjen Microstigmatidae. Inga underarter finns listade i Catalogue of Life.